# رقيق الجنس (فلم)
رقيق الجنس (بالإنجليزية: Sex Slaves)؛ هو فيلم وثائقي لعام 2005 لريك إستر بينستوك Ric Esther Bienstock وتم إصداره بالتعاون مع CBC  والقناة 4 وCanal D . يعرض الفيلم رواية مباشرة للإتجار الدولي بالبشر من خلال الذهاب إلي دول متل مولدوفا وأوكرانيا  حيث يتم تعيين الفتيات، ومن ثم يتبعون الطريق إلي مختلف البلدان والمناطق المحلية حيث ينتهي بهم المطاف.
يعرض الفيلم مقابلات مع المتاجرين والخبراء في المجال ونواب الشرطة ومستعبدات للجنس سابقات، بالإضافة إلي لقطات سرية، تقدم لمحة عن هذا الواقع المؤلم ونطاق المشكلة. تم توثيق رحلة زوج اثناء محاولته إنقاذ زوجته الحامل التي باعها أحد التجار وسلمها إلي قواد معروف بالقوة والعنف في تركيا.
فاز الفيلم بالعديد من الجوائز، بما في ذلك جائزة إيمي لعام 2007  للصحافة الإستقصائية البارزة، وجائزة Edward R. Murrow من نادي الصحافة في أمريكا، وجائزة Gracie من American Women  في الإذاعة والتلفزيون، جائزة البث البريطاني لأفضل فيلم وثائقي، جائزة جمعية التلفزيون الملكي من اللملكة المتحدة، وترشيح BAFTA  من بين عدة أفلام أخرى.

## وصلات خارجية
- مقالات تستعمل روابط فنية بلا صلة مع ويكي بيانات

- PBS Frontline: Sex Slaves
- SEX SLAVE$ - Homepage
- Sex Slaves  في قاعدة بيانات الأفلام على الإنترنت (بالإنجليزية)
- Washington Post interview with Ric Bienstock